# Erianthemum dregei
Erianthemum dregei là một loài thực vật có hoa trong họ Loranthaceae. Loài này được (Eckl. & Zeyh.) Tiegh. mô tả khoa học đầu tiên năm 1895.

## Hình ảnh

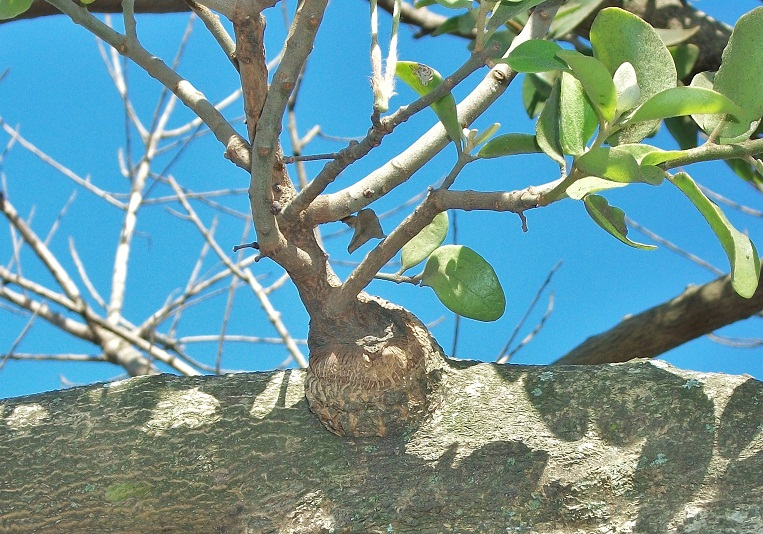
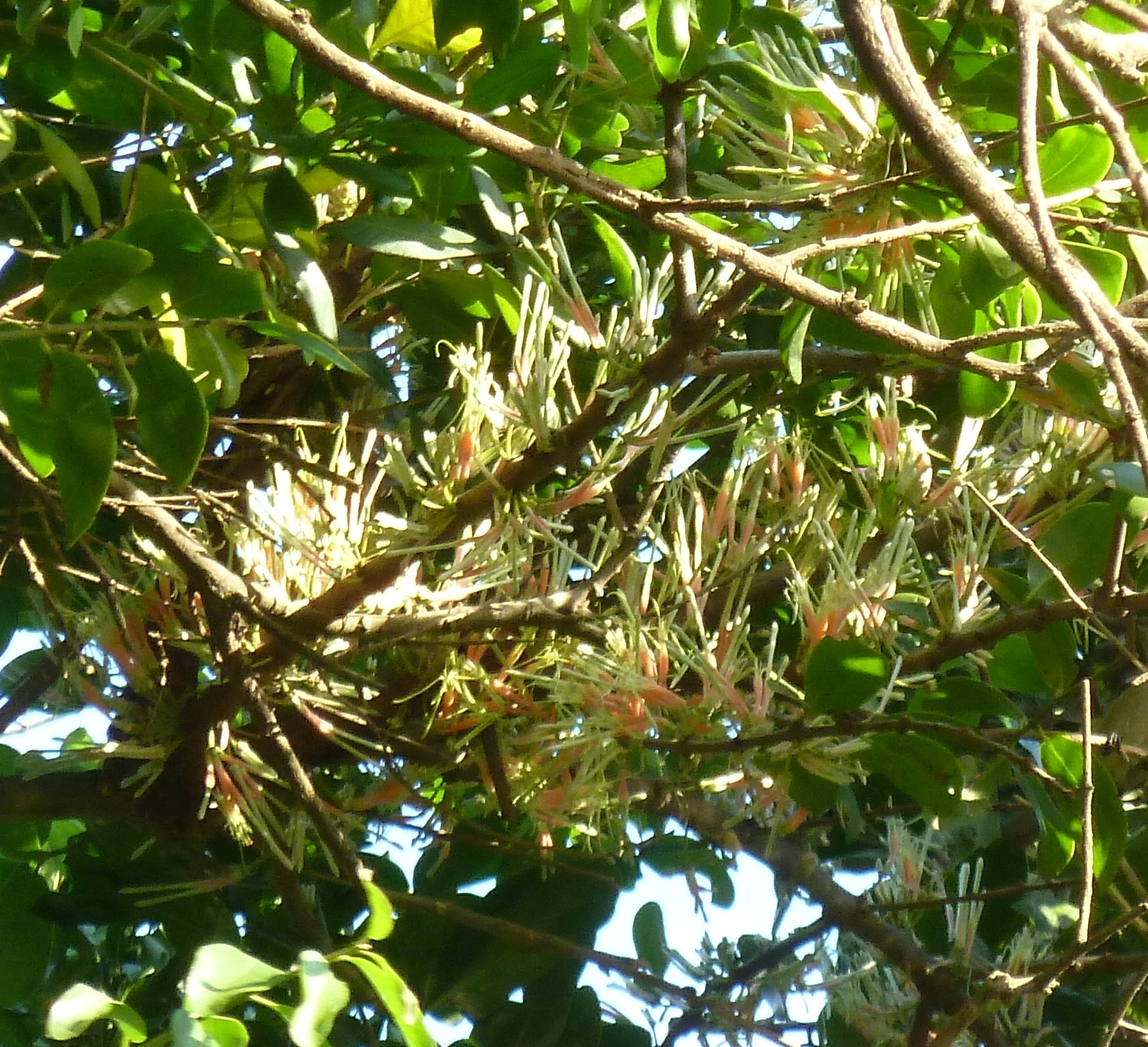